# Буди (Серадзький повіт)
Буди (пол. Budy) — село в Польщі, у гміні Броншевиці Серадзького повіту Лодзинського воєводства.
У 1975—1998 роках село належало до Серадзького воєводства.